# 费穆 (导演)
费穆（1906年10月10日—1951年1月31日）是一位中国电影导演，曾任联华影业公司导演，代表作《小城之春》，开启了中国诗化电影的先河。

## 生平
费穆1906年10月10日生于上海。1916年迁居北京，开始接触电影，撰写影评，办电影杂志，翻译英文字幕和撰写说明书。1932年，26岁的费穆返回上海，住在徐家汇姚主教路（天平路）310弄树德坊。他出任联华影业公司导演，同年执导了《城市之夜》。之后他又陆续导演了《人生》、《香雪海》、《天伦》。1936年他完成影片《狼山喋血记》，被认为是国防电影的代表作。抗日战争爆发后，拍摄了《北战场精忠录》。
1941年太平洋战争爆发、日军占领租界，费穆转向戏剧舞台。他主持上海艺术剧团，在派克路卡尔登大戏院（今黄河路35号长江剧场）演出《杨贵妃》、《秋海棠》、《浮生六记》等多部话剧。
1945年8月，中国国民党上海市党部委任费穆接收中华电影公司。1947年，他执导京剧大师梅兰芳主演的戏曲片《生死恨》。这是中国第一部彩色影片。1948年导演《小城之春》。
1949年5月，费穆前往香港，创办龙马影片公司，执导影片《江湖儿女》，最後未完成而病逝于香港。

## 家族
費穆為家中長兄，二弟為原香港大公報社長費彝民。費穆的女兒費明儀，為香港著名歌唱家。

## 作品
- 1933年：《城市之夜》
- 1934年：《人生》
- 1934年：《香雪海》
- 1935年：《天伦》
- 1936年：《狼山喋血记》
- 1937年：《春閨斷夢》
- 1937年：《斬經堂》
- 1940年：《孔夫子》
- 1947年：《生死恨》
- 1948年：《小城之春》